# Église San Severo al Pendino
Pour les articles homonymes, voir Église San Severo.
L'église San Severo al Pendino est une église monumentale de Naples, aujourd'hui déconsacrée et utilisée comme espace d'expositions. Elle donne via Duomo. Elle est dédiée à l'évêque saint Sévère (Severus) de Naples.

## Histoire

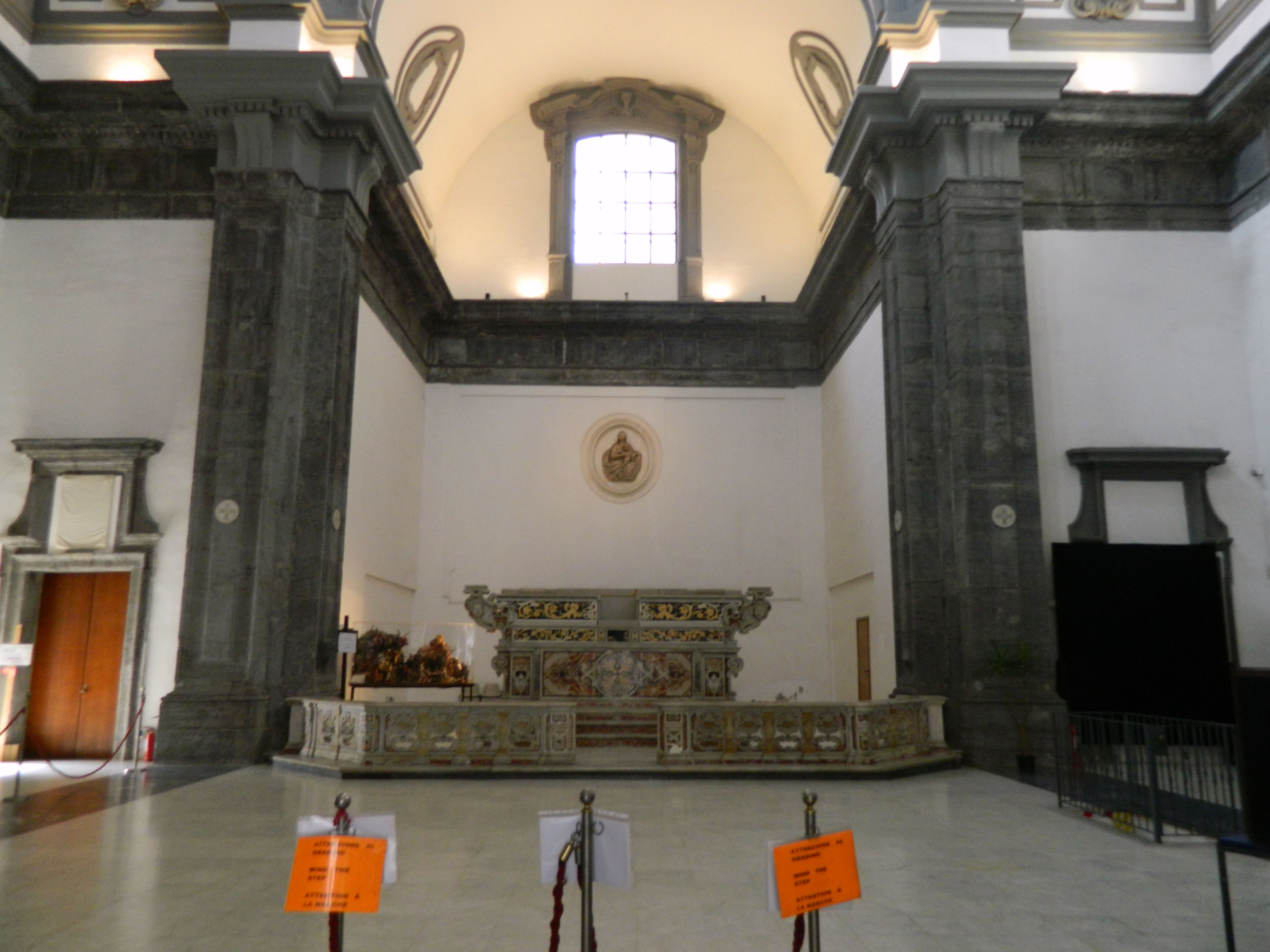
La nef

L'église est fondée en 1448 avec un hospice attenant par Pietro Caracciolo, abbé de l'église voisine San Giorgio Maggiore; son nom d'origine est Santa Maria a Selice. 
En 1550, l'église est concédée aux dominicains qui acquièrent en 1587 le Palazzo Como à côté pour s'en servir comme couvent. Entre 1599 et 1620, l'église d'origine est démolie et une autre est construite selon les dessins de Giovan Giacomo Di Conforto (it), dans le goût maniériste tardif.
Elle est remaniée dans la première moitié du XVIIIe siècle en style baroque. Elle est caractérisée par un escalier remarquable avec une balustrade finement sculptée en piperno. 

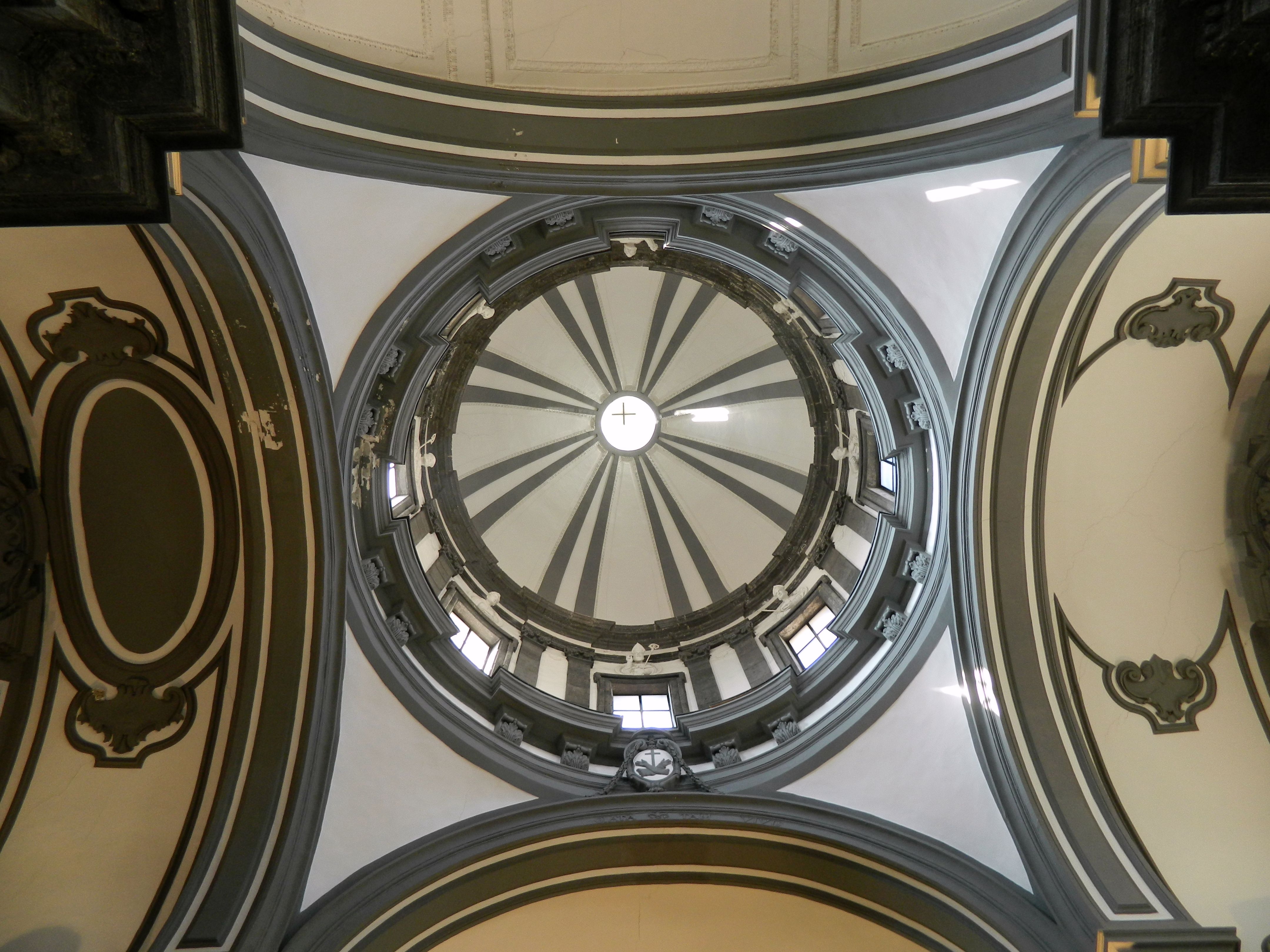
L'intérieur avec la coupole.

En 1818, l'édifice déconsacré sert de premier siège des Archives d'État, puis avec le retour des religieux, l'ensemble est refait en 1845 par Filippo Botta; cependant en 1863, nombre de congrégations sont dissoutes et les religieux en sont donc expulsés. La partie postérieure de l'édifice devient le Ritiro dell'Ecce Homo. 
Avec les travaux de la nouvelle via Duomo, l'église est privée de sa façade baroque et de ses deux premières chapelles latérales, tandis que la nef se retrouve raccourcie. Une nouvelle façade néo-renaissance est rapidement construite. Pendant la Seconde Guerre mondiale, l'église est utilisée comme abri anti-aérien. Elle est endommagée par le tremblement de terre de 1980 qui ravage une grande partie des édifices baroques de Naples et elle est fermée au public . 

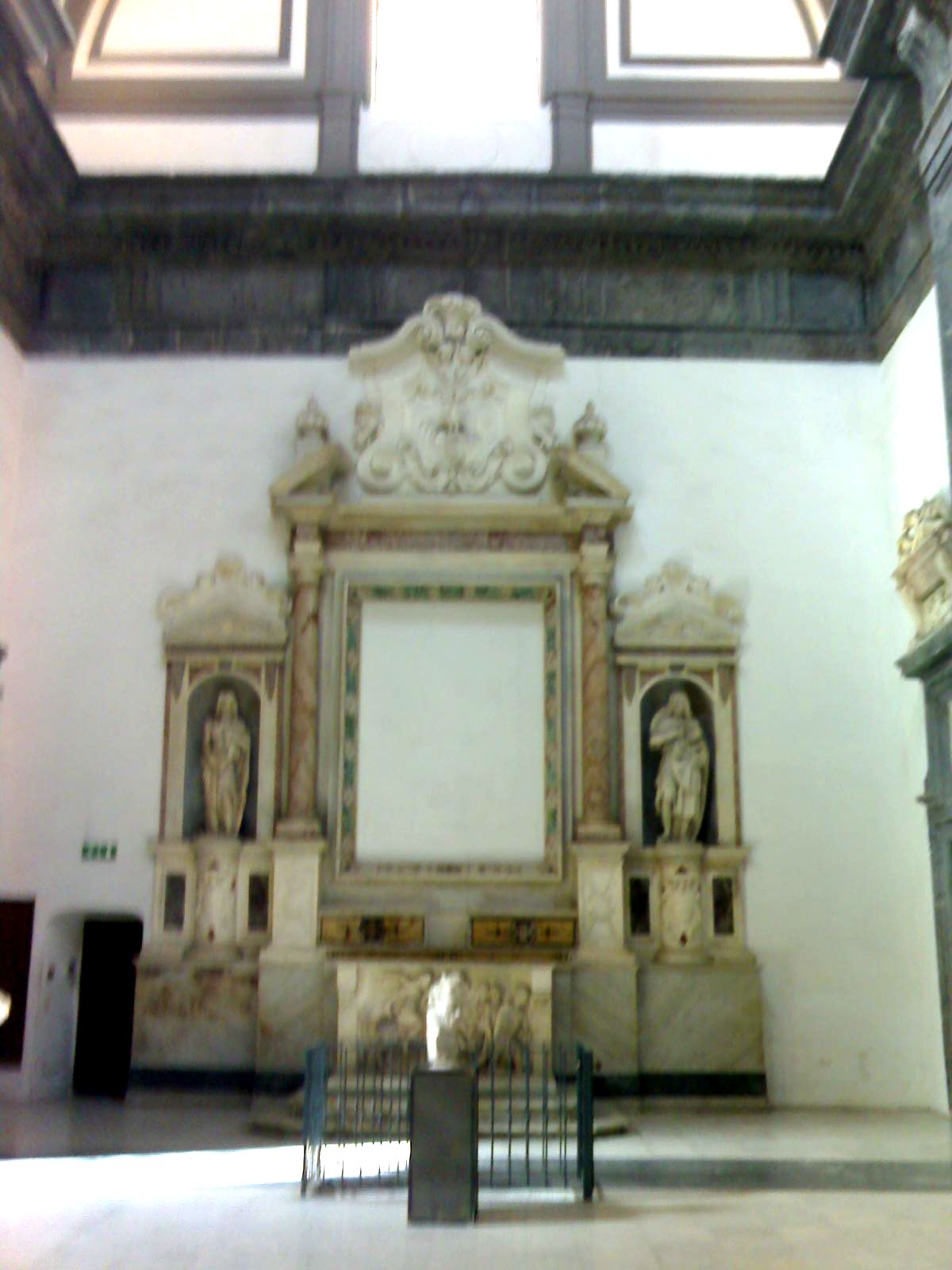
Le tombeau de Giovanni Alfonso Bisvallo

À la fin du XXe siècle, l'église est restaurée et retrouve son antique splendeur et la structure de son architecture originelle grâce à la surintendance des biens architecturaux.
L'église est déconsacrée et sert maintenant de lieu d'expositions.

## Description
L'édifice présente une façade simple néo-renaissance de la fin du XIXe siècle avec un portail simple flanqué de deux niches et surmonté d'une rosace.
L'intérieur s'inscrit dans une croix grecque avec seulement deux chapelles. Sa décoration date du XVIIIe siècle, adaptée à une structure de la fin du XVIe siècle. Le maître-autel de marbres polychromes date du XVIIIe siècle. On remarque dans le transept de droite le splendide tombeau de Giovanni Alfonso Bisvallo, sculpté par Girolamo d'Auria (it) en 1617 ; il devait certainement accueillir aussi un tableau de Luca Giordano.

### Source de la traduction
- (it) Cet article est partiellement ou en totalité issu de l’article de Wikipédia en italien intitulé « Chiesa di San Severo al Pendino » (voir la liste des auteurs).